# Tobol (řeka)
Tobol (rusky Тобол) je řeka v Kostanajské oblasti v Kazachstánu a v Kurganské a Ťumeňské oblasti v Rusku. Je levým přítokem řeky Irtyš (povodí Obu). Je 1 591 km dlouhá. Povodí má rozlohu 426 000 km². Z toho připadá 62 000 km² na bezodtoké oblasti.

## Průběh toku
Na horním toku teče přes Turgajskou planinu, na středním a dolním toku pak přes Západosibiřskou rovinu v široké dolině členitým korytem.

### Přítoky
- zprava – Ubagan
- zleva – Uj, Iseť, Tura, Tavda

## Vodní režim
Zdroj vody je převážně sněhový, na dolním toku roste role deště. Hladina stoupá od první poloviny dubna do poloviny června na horním toku a do začátku srpna na dolním toku. Průměrný roční průtok na horním toku ve vzdálenosti 898 km od ústí je 26,2 m³/s (maximální 348 m³/s) a v ústí 805 m³/s (maximální 6 350 m³/s). Průměrná kalnost vody je 260 g/m³. Celkový roční průtok nánosů je 1 600 000 tun. Zamrzá na dolním toku na konci října až v listopadu a na horním toku v listopadu. Rozmrzá ve druhé polovině dubna až v první polovině května.
Průměrné měsíční průtoky řeky ve stanici Lipovka v letech 1936 až 1984:

## Využití
Řeka je splavná a vodní doprava je rozvinutá až do vzdálenosti 437 km od ústí. Tok řeky je regulovaný přehradními nádržemi, které slouží k zásobování vodou pro průmyslová centra. Na řece leží města Lisakovsk, Rudnyj, Kostanaj, Kurgan a Jalutorovsk.